# Bocas del Toro (Stadt)
Koordinaten: 9° 20′ N, 82° 15′ W

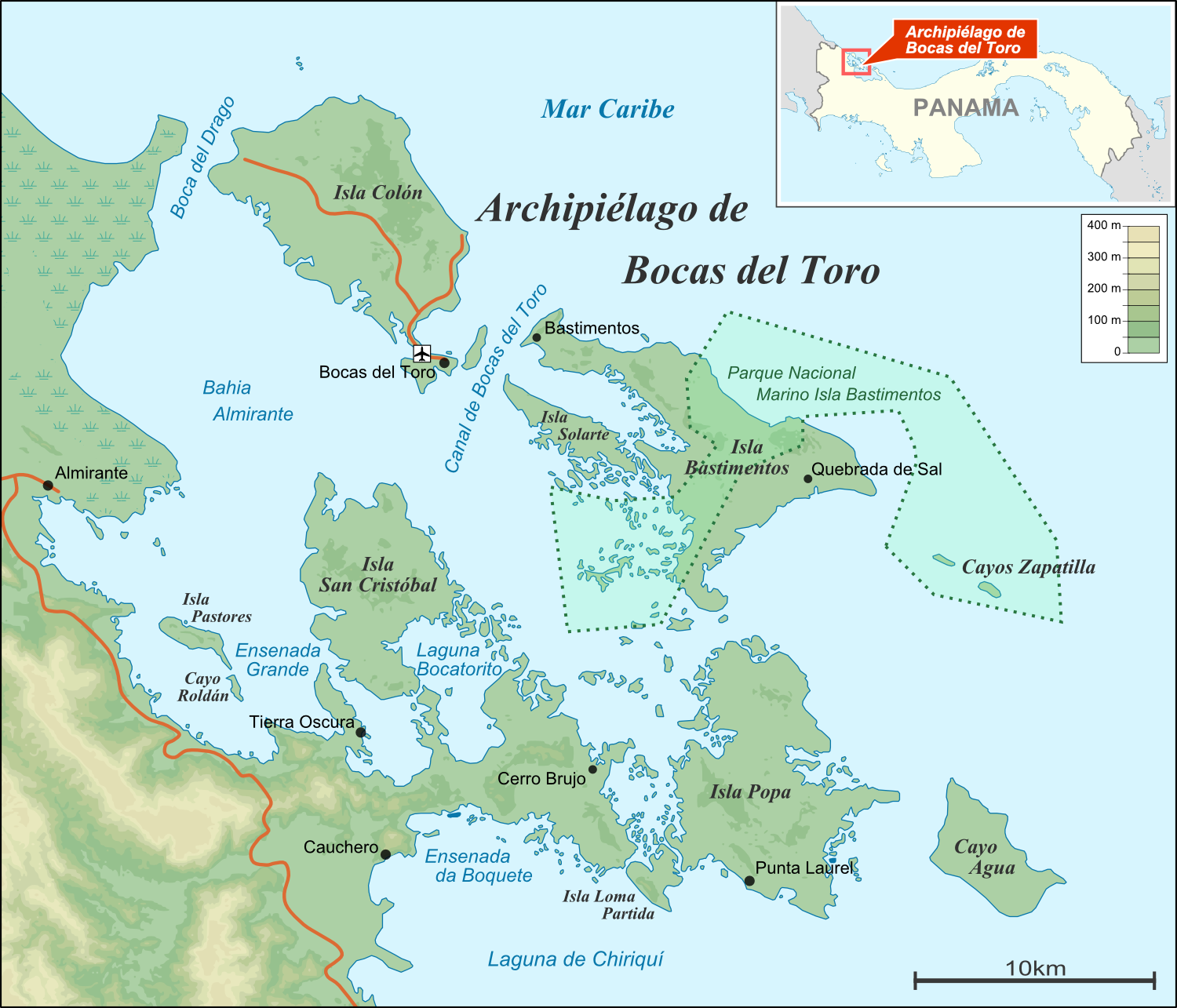
Archipel von Bocas del Toro

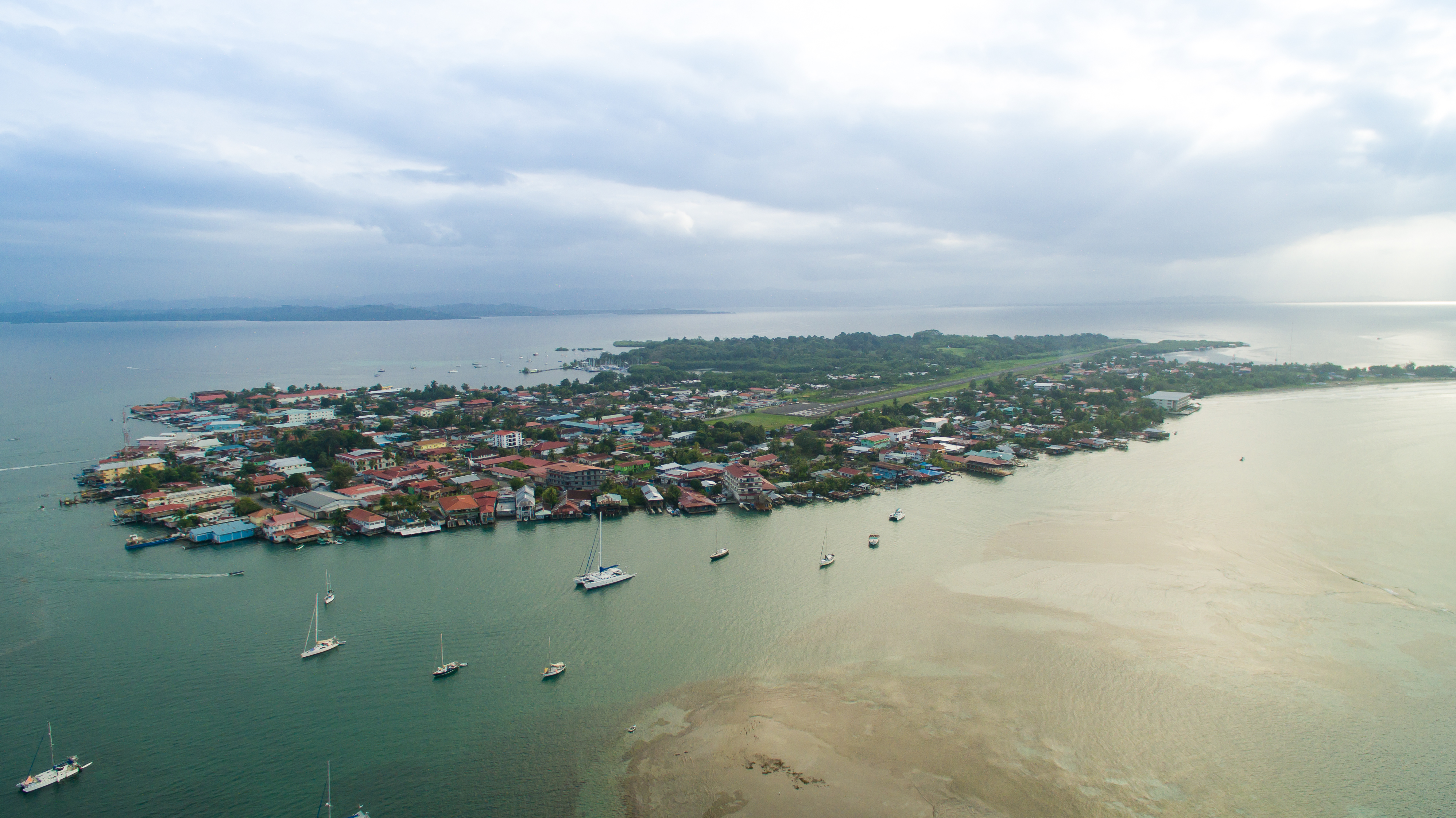
Bocas del Toro Insel, Colon

Bocas del Toro bildet die Provinz- und Bezirkshauptstadt der Provinz Bocas del Toro und des gleichnamigen Bezirkes innerhalb der Provinz des mittelamerikanischen Staates Panama.
Die Stadt hatte im Jahr 2008 rund 12.996 Einwohner und liegt auf der Insel Colón. Der örtliche Flughafen Aeropuerto Internacional de Bocas del Toro "Isla Colón" ist von San José und Panama-Stadt aus mit dem Flugzeug erreichbar. Mit dem panamaischen Festland ist die Stadt außerdem mit der Hafenstadt Almirante verbunden, von wo aus täglich Boote verkehren. 
Die Stadt ist das touristische Zentrum des Archipels und lockt mit einer Vielzahl an Bars, Restaurants und Hostels jährlich viele Besucher an. 
Alle Orte der Insel sind per Fahrrad (das man überall mieten kann) gut erreichbar, was allerdings in der Regenzeit erheblich erschwert wird, da viele Straßen auf der Insel nicht asphaltiert sind und sich zu Schlammpisten entwickeln.